# Nai Tứ Xuyên
Nai sừng xám Tứ Xuyên (Danh pháp khoa học: Cervus canadensis macneilli; chữ Trung Quốc: 白臀鹿/Tứ Xuyên Lộc) cũng còn được biết với tên gọi Nai MacNeill là một phân loài của loài nai sừng xám bản địa ở phía Tây Trung Hoa tại tỉnh Tứ Xuyên. Chúng sống ở dọc biên giới Trung Quốc-Tây Tạng và tìm thấy ở cao nguyên Thanh Hải.

## Đặc điểm
Nai Tứ Xuyên có ngoại hình Lớn, những con nai ở vùng cao nguyên này có màu rất nhạt, màu mịn đốm với màu xám hoặc nâu đen. Những lớp lông ngoài mùa đông là một nửa nâu. Những con nai, cùng với hươu đỏ Tây Tạng là các phân loài lớn nhất của hươu đỏ Trung Á. Con đực trưởng thành lớn hơn có thể mang theo sáu nhánh trên mỗi nhánh tương tự như giống phân loài hươu Bắc Mỹ. Ngoài ra, không giống như phân loài hươu Trung Á đỏ khác, những con cái có cổ ngắn và có bờm trong mùa đông. Những con nai quý hiếm này đã được mô tả lần đầu vào năm 1909 từ một mẫu con cái. 26 năm sau, mẫu đực đã được tìm thấy và tình trạng thực sự của nó trở nên nổi tiếng. 